# Triệu Trạch
Triệu Trạch là một xã thuộc huyện Triệu Phong, tỉnh Quảng Trị, Việt Nam.

## Địa lý
Xã Triệu Trạch là xã đồng bằng ven biển, cách trung tâm huyện lỵ Triệu Phong 12 km về phía đông.
Xã Triệu Trạch có diện tích 34,26 km², dân số năm 2019 là 6.793 người, mật độ dân số đạt 198 người/km².

## Hành chính
Xã Triệu Trạch được chia thành 5 thôn: Đồng Tâm, Lệ Xuyên, Linh An, Long Quang, Vân Tường.

## Lịch sử
Mấy chục năm trước, "chốt thép Long Quang" ở Triệu Trạch là mắt xích quan trọng nằm ở vị trí tiền tiêu, bảo vệ vòng ngoài phía đông Thành cổ Quảng Trị. Giờ đây, vùng cát trắng "chốt thép" năm xưa đã thay đổi, ruộng vườn xanh tốt, hệ thống cơ sở hạ tầng phục vụ đời sống dân sinh ngày càng phát triển. Màu trắng của cát đã nhường chỗ cho màu xanh của các loại cây trồng, cho các thửa vườn, ao cá.
Năm 1976, Đảng bộ, quân và dân xã Triệu Trạch nhận danh hiệu Anh hùng lực lượng vũ trang nhân dân do Nhà nước trao tặng.